# ممشى المشاهير في سانت لويس
ممشى المشاهير في سانت لويس يُكرم الاشخاص البارزين من سانت لويس، ميسوري, الذين قاموا بمساهمات لثقافة الولايات المتحدة. كل الاشخاص المشمولين ولدوا إما في سانت لويس الكبرى أو امضوا سنوات تكوينهم أو ابداعهم هناك. و ممكن أن تكون المساهمة باي شكل: معظم المشمولون قاموا بانجازاتهم اما بالتمثيل، أو الترفية، أو الموسيقى، أو الرياضة، أو الفن/العمارة، أو البث، أو الصحافة، أو العلم/التعليم، أو الادب. 
منذ إبريل 2019، يمتلك الممشى أكثر من 150 نجمة نحاسية ولويحات برونزية، كل واحدة تحمل نقش اسم وملخص عن انجازاته/تها. تم تعيين النجوم واللويحات على امتداد ثلثين الميل (1 كيلومتر) من شارع ديلمار بوليفارد في منطقة ديلمار لووب، على امتداد الحدود بين سانت لويس والمدينة الجامعية.

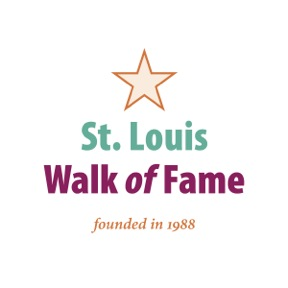
شعار ممشى المشاهير في سانت لويس ،أسسه جو إدواردز ، يقع في سانت لويس ، ميزوري والمدينة الجامعية بولاية ميسوري فيالولايات المتحدة الأمريكية، إنّ المكافآت التي حصل عليها هي : نجمة نحاسية ولوحة برونزية مدمجة في الرصيف على طول شارع ديلمار وأول مكافأة منحت كانت في عام 1989

## التاريخ
قام المتعهد جو إدواردز بتأسيس هذا الممشى، وهو مالك مطعم/حانة بلوبيري هيل ومنشأت أُخرى تقع على امتداد الممشى. ثبتت أولى النجمات واللويحات في عام 1989
إنّ المشاهير الذين وُضعت اسمائهم في ذلك العام هم الموسيقيّ تشاك بيري، والراقص و مصمم الرقص كاثرين دانهام، وباني الجسور جيمس ب. ايدز، والشاعر ت.س. ايليوت، وملحن راغتايم سكوت جوبلين، الطيار تشارلز ليندبيرغ، ولاعب البيسبول ستان موسيل، الممثل فينسينت برايس، وناشر الصحف جوزيف بوليتزر، وكاتب المسرحيات تينيسي ويليامز. 
وفي السنوات الأربع القادمة، أصبحوا يختارون عشرة اشخاصٍ اخرين (حتى يتم اقامة الممشى)،ولكن منذ عام 1994 أصبحوا لا يختارون أكثر من تلاثة أشخاصٍ لِتكريمهم في أيَّة سنة .
وفي أيار في عام 2008 ، تلقى سيدريك ذا انترتينر أول نجمة ولويحة في مدينة سانت لويس جزءًا من اللوب.
قام ايدوارد بتوسيع الممشى( وحدود الديلمار لووب بشكل عام) شرقيًا في السنوات الماضية وكما استمر ايدوارد بالاستثمار لإعادة تطوير المنطقة.

## عملية الإختيار
يمكن لإيَّ شخصٍ الترشح عن طريق البريد من خلال تزويد معلومات التعريف الأساسية وتوضيح انجازات المرشح وإتصاله بسانت لويس. 
يتم اختيار ما بين تلاتين إلى أربعين مرشح من قِبل مؤسس ومخرج الممشى، ثم يتم إرسال المؤهلون إلى لجنة اختيار مكونه من 120 من سكان سانت لويس.
تم وصف لجنة الاختيار بشكل مختلف ب:
1. رؤساء جامعات المنطقة، والأشخاص الرئيسيون من المكتبات المحلية، ومنظمات الفنون والمجتمعات التاريخية، وصحفيو وسائل الاعلام، ومواطنون اخرون لديهم فِهم مُستنير لتراث سانت لويس الثقافي. [1]

2.رؤساء الجامعات، ومشاهير سابقون وممثلون من منظمات الفنون، والمجتمعات التاريخية والمكتبات. 
قبل عام 2007, كانت مراسم الاحتفال تُقام بانتظام في الإسبوع الثالث من شهر أيار في الهواء الطلق، ومنذ ذلك الوقت، أصبحت تُقام بشكل أقل وذلك بسبب قلة عدد المرشحين.
ومن بعض الأشخاص الموضوعة اسماؤهم في الممشى: ديك غريغوري، جاكي جوينر-كيرسي، واوزي سميث ايضًا في صالة المشاهير الكلاسيكية. 

## الأشخاص الموضوعة اسماؤهم في الممشى
مايا أنجيلو
هنري ارمسترونج
جوزفين بيكر
سكوت باكولا
فونتيلا باس
ميل باي
جيمس «كول بابا» بيل
توماس هارت بينتون
يوغي بيرا
تشاك بيري
سوزان بلو
كريستين بروير
لو بروك
روبرت س.بروكينجز
جاك باك
جريس بومبري
تي بون بورنيت
وليام س. بوروز
هاري كاراي
سيدريك ذا إنترتينر (سيدريك أنطونيو كيليس)
كيت شوبان
أوغست تشوتو
وليام كلارك
بيل كلاي (ويليام إل كلاي)
باري كومونر
آرثر هولي كومبتون
جيمي كونورز
كارل وجيرتي كوري
بوب كوستاس
جون دانفورث
وليام دانفورث
دوايت ديفيس
مايلز ديفيس
عميد بالدوار
دان ديردورف
فيليس ديلر
روز فلبيني دوتشيسن
كاثرين دنهام
روبرت دوفال
جيمس ب
توم إيجلتون
تشارلز ايمز
جيرالد إيرلي
بادي إبسن
T. S. إليوت
وليام جرينليف إليوت
ستانلي إلكين
ماري إنجلبريت
ووكر إيفانز
لي فالك
يوجين فيلد
البعد الخامس
كيرت فيضان
ريد فوكس
ديفيد فرانسيس
فرانكي موسى فريمان
جو جراجيولا الأب.
ديف جارواي
وليام جاس
مارثا جيلهورن
بوب جيبسون
جون جودمان
بيتي جرابل
إيفارتس جراهام
يوليسيس إس جرانت
ديك جريجوري
تشارلز غوغنهايم
روبرت جيوم
ووكر هانكوك
جون هارتفورد
دوني هاثاواي
ويتي هيرزوغ
آل هيرشفيلد
وليام هولدن
روجرز هورنسبي
إيه إي هوتشنر
وليام إنج
هيل ايروين
الاخوة ايسلي
وليام ب.إيتنر
جوني جونسون
سكوت جوبلين
جاكي جوينر كيرسي
ألبرت كينج
كيفن كلاين
بيير لاكليدي
روكو لانديسمان
ريتا ليفي مونتالسيني
تشارلز ليندبيرغ
رابط ثيودور
إيليا لوفجوي
إد ماكولي
مارشا ماسون
ماسترز وجونسون (ويليام هـ. ماسترز وفيرجينيا إي جونسون)
بيل مولدين
فرجينيا مايو
تيم مكارفر
مايكل ماكدونالد
روبرت ماكفيرين الأب.
ديفيد ميريك
ارشي مور
ماريان مور
أغنيس مورهيد
ستان موسيال
نيللي (كورنيل ايرال هاينز جونيور)
هوارد نيميروف
بوتش أوهير
جيو أوباتا
ريدلي بيرسون
مارلين بيركنز
مايك بيترز
بوب بيتيت
فنسنت برايس
جوزيف بوليتسر
هارولد راميس
جودي رانكين
بيتر رافين
بول سي رينرت
فرع ريكي
الروكيت
إيرما إس رومباور
تشارلز م. راسل
ديفيد سانبورن
ريد شويندينست
دريد وهارييت سكوت
نتوزاكي شانج
هنري شو
وليام ت. شيرمان
جورج سيسلر
ليونارد سلاتكين
جاكي سميث
اوزي سميث
ويلي ماي فورد سميث
ماكس ستاركلوف
سارة تيسدال
كلارك تيري
كاي طومسون
هنري تاونسند
هيلين تراوبيل
إرنست تروفا
آيك تيرنر
تينا تيرنر
منى فان دوين
ديك ويبر
ماري ويكس
تينيسي ويليامز
كارل ويمار
شيلي وينترز
هارييت وودز
شيك يونغ